# Rząd Kuypera
Rząd Kuypera – holenderski rząd koalicyjny, składający się głównie z chadeków, działający od 1 sierpnia 1901 do 3 lipca 1905.
Powstał po zwycięstwie prawicy w wyborach w 1901 roku, zaś w szczytowym momencie mógł liczyć na głosy 58 posłów. Do 1904 roku miał większość w senacie, jednak po odrzuceniu ustawy o szkolnictwie wyższym, rozwiązał senat, rozpisując nowe wybory, w których zyskał większość.
Najważniejszym wydarzeniem w okresie sprawowania władzy był strajk kolejowy z 1903 roku, po którym w wyniku szybkich działań rządu, uchwalono zakaz strajkowania pracowników służby cywilnej.

## Ministrowie
| Premier                                        | Abraham Kuyper                        | ARP                |                                         |
| Minister Spraw Zagranicznych                   | Robert van Lynden Melvil              | ARP                | od 1 sierpnia 1901 do 9 marca 1905      |
| Minister Spraw Zagranicznych                   | Abraham George Ellis                  | bezpartyjny        | od 9 marca 1905 do 22 kwietnia 1905     |
| Minister Spraw Zagranicznych                   | Willem Marcus van Weede van Berencamp | bezpartyjny        | od 22 kwietnia 1905 do 7 sierpnia 1905  |
| Minister Spraw Zagranicznych                   | Abraham George Ellis                  | bezpartyjny        | od 7 sierpnia 1905 do 16 sierpnia 1905  |
| Minister Sprawiedliwości                       | Jan Loeff                             | chadek-bezpartyjny |                                         |
| Minister spraw wewnętrznych                    | Abraham Kuyper                        | ARP                | od 31 lipca 1901 do 16 sierpnia 1905    |
| Minister Finansów                              | Jan Harte van Tecklenburg             | chadek-bezpartyjny |                                         |
| Minister wojny                                 | Johannes Willem Bergansius            | chadek-bezpartyjny | od 17 sierpnia 1905 do 8 kwietnia 1907] |
| Sekretarz marynarki wojennej                   | Gerhardus Kruys                       | bezpartyjny        | od 1 sierpnia 1901 do 12 grudnia 1902   |
| Sekretarz marynarki wojennej                   | Johannes Willem Bergansius            | chadek-bezpartyjny | od 12 grudnia 1902 do 16 marca 1903     |
| Sekretarz marynarki wojennej                   | Abraham George Ellis                  | bezpartyjny        | od 16 marca 1903 do 16 sierpnia 1905    |
| Minister Robót Publicznych, Handlu i Przemysłu | Johannes Christiaan de Marez Oyens    | ARP                |                                         |
| Minister ds. Kolonii                           | Titus Van Asch van Wyck               | ARP                | od 1 sierpnia 1901 do 9 września 1902   |
| Minister ds. Kolonii                           | Johannes Willem Bergansius            | chadek-bezpartyjny | od 9 września 1902 do 24 września1902   |
| Minister ds. Kolonii                           | Alexander Willem Frederik Idenburg    | ARP                | 25 września 1902 do 16 sierpnia 1905    |